# Seznam děl souvisejících s procesem se skupinou Milady Horákové
Seznam literatury vztahujících se k procesu s Miladou Horákovou obsahuje monografie, memoárovou literaturu , noviny, časopisy, periodika a sborníky , které souvisí s procesem Milady Horákové.

## Monografie
- BERAN, Karel. Před soudem lidu: proces s dr. Miladou Horákovou a jejími dvanácti společníky před státním soudem v Praze 31. května až 8. června 1950. Praha: Melantrich, 1950. Předmluva Juraj Vieska.
- BOUČEK, Jaroslav. 27.6.1950. Poprava Záviše Kalandry. Česká kulturní avantgarda a KSČ. Praha: Havran, 2006.
- BULÍNOVÁ, Marie; JANIŠOVÁ, Milena; KAPLAN, Karel. Církevní komise ÚV KSČ 1949-1951. Praha – Brno: Ústav pro soudové dějiny AV ČR – Doplněk, 1994.
- Dopisy Milady Horákové. Pankrác 24. 6.-27. 6. 1950. Praha: Lidové noviny, 1990. (vyšlo vícekrát, mj. I péčí Klubu Dr. Milady Horákové v Praze 1995).
- DVOŘÁK, Miroslav; ČERNÝ, Jaroslav. Žoldnéři války: soudní proces s dr. Horákovou a spol.. Praha: Mír, 1950.
- DVOŘÁKOVÁ, Zora. Milada Horáková. Praha: Středočeské nakladatelství, 1991.
- DVOŘÁKOVÁ, Zora. To byla Milada Horáková ve fotografiích a dokumentech. Praha: Klub Milady Horákové – Nakladatelství Eva – Milan Nevole, 2009.
- DVOŘÁKOVÁ, Zora. Z letopisů třetího odboje. Praha: Hříbal, 1992.
- DVOŘÁKOVÁ, Zora; DOLEŽAL, Jiří. O Miladě Horákové a Milada Horáková o sobě. Praha: Dr. Milady Horákové – Nakladatelství Eva Milan Nevole, 2001.
- FORMÁNKOVÁ, Pavlína; KOURA, Petr. Žádáme trest smrti! Propagandistická kampaň provázející proces s Miladou Horákovou a spol.. Praha: ÚSTR, 2008.
- HEJL, Vilém. Zpráva o organizovaném násilí. Praha: Univerzum, 1990.
- IVANOV, Miroslav. Justiční vražda aneb smrt Milady Horákové. Praha: Betty, 1991.

## Memoárová literatura
- HEJDA, Jiří. Žil jsem zbytečně. Román mého života. Praha: Melantrich, 1991.
- HORÁK, Bohuslav. Milada Horáková (poznámky k jejímu životopisu). Washinghton: [s.n.], 1965. Rukopis.
- HRUBÁ, Olga. Lidé kolem Milady Horákové. Vzpomínky, úvahy, korespondence. Heršpice: Eman, 1999.
- KAPLAN, Karel. Druhý proces. Milada Horáková a spol. - rehabilitační řízení 1968-1990. Praha: Karolinum, 2008. S. 582.
- KAPLAN, Karel. Nebezpečná bezpečnost. Státní bezpečnost 1948-1956. Brno: Doplněk, 1999.
- KAPLAN, Karel. Největší politický proces: M. Horáková a spol.. Brno: Doplněk, 1995. ISBN 80-85765-58-6. S. 350.
- KAPLAN, Karel; PALEČEK, Pavel. Komunistický režim a politické procesy v Československu. Brno: Barrister & Principal, 2001. ISBN 978-80-7364-049-1. S. 253.
- KRATOCHVIL, Antonín. Žaluji I-III. Praha: Univerzum, 1990.
- Milada Horáková. K 10. výročí její popravy. Washington, Rada svobodného Československa [1960]. 102 s.
- Proces s vedením záškodnického spiknutí proti republice, Horáková a společníci. Praha: Ministerstvo spravedlnosti, 1950. Dostupné online.
- Proces s vedením záškodnického spiknutí proti republice : Horáková a společníci. 2. vyd. Praha: Levné knihy KMa, 2008. 275 s. ISBN 978-80-7309-533-8. Jedná se o reprint původního vydání, vydaného Československým Ministerstvem spravedlnosti roku 1950.
- RADOTÍNSKÝ, Jiří. Rozsudek, který otřásl světem. Praha: ČTK-Pressfoto, 1990.

## Noviny, časopisy, periodika
- FORMÁNKOVÁ, Pavlína. My, žáci, žádáme trest smrti. Mladá fronta Dnes, 16. 6. 2007. 6. 2007, s. D5.
- FORMÁNKOVÁ, Pavlína. Propaganda pro nejmenší. Dětská literatura ve službách komunistických idejí. Dějiny a současnost 29. 2007, čís. 1, s. 17–20.
- FORMÁNKOVÁ, Pavlína. Vypořádali jsme se s Horákovou, vypořádáme se i s americkým broukem!“ Kampaň provázející proces s JUDr. Miladou Horákovou. Paměť a dějiny 1. 2007, čís. 1, s. 20–41.
- FORMÁNKOVÁ, Pavlína. UNCONQUERED – Neporažená. Komiks o Miladě Horákové. Dějiny a současnost 29. 2007, čís. 3, s. 12.
- JUST, Vladimír. Teatralita politického procesu aneb „Horáková a společníci“ jako divadelní inscenace. Divadelní revue 17. 2006, čís. 1, s. 3–32. Dostupné online.
- KAPLAN, Karel. Zprávy z cely Milady Horákové. Soudobé dějiny. 2003, čís. 1.
- KAPLAN, Karel; JANÁČ, Marek. Poslední slova obžalovaných v procesu s Miladou Horákovou „a spol.“. Soudobé dějiny. 2006, čís. 1–2, s. 197–238.
- MERTLÍKOVÁ, Olga. Milada Horáková ve vzpomínkách přátel a spolupracovníků. Stopami dějin Náchodska. 2000, roč. 6, s. 317–331.
- Masarykův lid. Časopis Klubu Dr. M. Horákové (od roku 1995).
- Pavlovský, Petr: Mystifikace není divadlo (a vice versa). Byly soudní procesy, inscenované komunistickou totalitou, divadlem? Divadelní revue 17, č. 2/2006, s. 66n. (http://www.divadlo.cz/art/clanek.asp?id=10225).
- Šormová, Eva: E. F. Burian: Pařeniště. Divadelní revue 4, č. 2/1993, s. 40-52 a 71-78.
- Urbánek, Zdeněk (ed.): Dopisy Milady Horákové: Pankrác 24.6.-27.6.1950. Praha, Lidové noviny 1990.

## Sborníky
- BLAŽEK, Petr. „Při natáčení filmů o procesech je třeba opatrnosti“. Příprava, natáčení a uložení filmového záznamu soudního procesu „Milada Horáková a spol.“. In: KOPAL, Petr. Film a dějiny 2. Adolf Hitler a ti druzí - filmové obrazy zla. Praha: Casablanka - ÚSTR, 2009. ISBN 978-80-87292-01-3, ISBN 978-80-87211-34-2. S. 201–213.
- BLAŽEK, Petr. Rekonstrukce (Prameny k procesu s Miladou Horákovou a jejími druhy). In:  Sborník AMV 4. Praha: [s.n.], 2006. ISSN 1214-4274. S. 199–229.
- BURSÍK, Tomáš. Národu jsem vždy věrně sloužila a vědomě nikomu škodu neučinila. Františka Zemínová. In:  Securitas imperii 14. Praha: ÚDV, 2006. Dostupné online. S. 271–280.[nedostupný zdroj]
- KOURA, Petr. Měl jsem rád svou republiku.“ Životní příběh politického vězně dvou totalit JUDr. Josefa Nestávala. In:  Sborník AMV 4. Praha: [s.n.] [kapitola = Dostupné online]. S. 149–196.
- Milada Horáková [sborník dokumentů, vzpomínek a fotografií]. Pamětní tisk k 40. výročí tragické smrti Dr. Milady Horákové. Praha, Melantrich 1990.
- Navara, Luděk: Smutný útěk smutného muže. In: Příběhy železné opony 2. Brno, Host 2006, s. 80-99.
- Vadas, Martin: Stud Čechů za komunistickou „školu nenávisti“. In: Formánková, Pavlína – Koura, Petr: Žádáme trest smrti! Propagandistická kampaň provázející proces s Miladou Horákovou a spol. (historická studie a edice dokumentů). Praha, ÚSTR 2008 [fakticky 2009], s. 11-14.
- Vadas, Martin – Halla, Josef: Projekt zpřístupnění „Procesu s vedením záškodnického spiknutí proti republice se skupinou Dr. Milady Horákové“. In: Secká, Milena – Křesťan, Jiří – Kahuda, Jan (připr.): České archivy a prameny k dějinám zahraničních Čechů. Sborník příspěvků z mezinárodního vědeckého sympózia konaného ve dnech 27.-28. června 2006 v Českých Budějovicích v rámci 23. světového kongresu Československé společnosti pro vědy a umění. Praha, Národní archiv 2007, s. 197-211.
- Vorel, Jaroslav – Šimánková, Alena – Babka, Lukáš: Československá justice v letech 1948-1953 v dokumentech I-III. Edice Sešity ÚDV, č. 8-10. Praha, ÚDV 2003-2004 (online: http://www.mvcr.cz/policie/udv/sesity/index.html).
- UHROVÁ, Eva: Po stopách šesti žen (kapitola Milada Horáková na vlně feminismu), Mediasys, Praha 2020, ISBN 978-80-270-7989-6

## Další
- Audyová, Alice: Anatomie morální paniky v médiích (kauza proces s Miladou Horákovou a spol.). Bakalářská práce. Brno, FSS MU 2006.
- Burian, Emil František: Pařeniště. Hra o věrnosti a zradě o šesti obrazech a epilogu. Praha, [bez vydavatele a roku vydání].
- Pocta všem, kteří vzdorovali: 2. část výstavy Milada Horáková. Katalog. Praha, Státní ústřední archiv v Praze 2000 (online https://web.archive.org/web/20050310092909/http://www.mvcr.cz/archivy/sua/vystavy/horakova/).